# Lamalonga (La Vega)
Lamalonga (llamada oficialmente Santa María de Lamalonga) es una parroquia y un lugar del municipio español de La Vega, en la provincia de Orense, Galicia.

## Organización territorial
La parroquia está formada por cuatro entidades de población, constando una de ellas en el nomenclátor del Instituto Nacional de Estadística español:
- Barrio de Cima
- Barrio do Fondo
- Barrio do Pacio
- Lamalonga

## Demografía
Gráfica demográfica del lugar y parroquia de Lamalonga según el INE español:
| Gráfica de evolución demográfica de Lamalonga entre 2000 y 2023 |
|                                                                 |
| Datos según el nomenclátor publicado por el INE.                |